# Atelomycterus marmoratus
Atelomycterus marmoratus är en hajart som först beskrevs av Anonymous [Bennett 1830.  Atelomycterus marmoratus ingår i släktet Atelomycterus och familjen rödhajar. IUCN kategoriserar arten globalt som nära hotad. Inga underarter finns listade.

## Bildgalleri

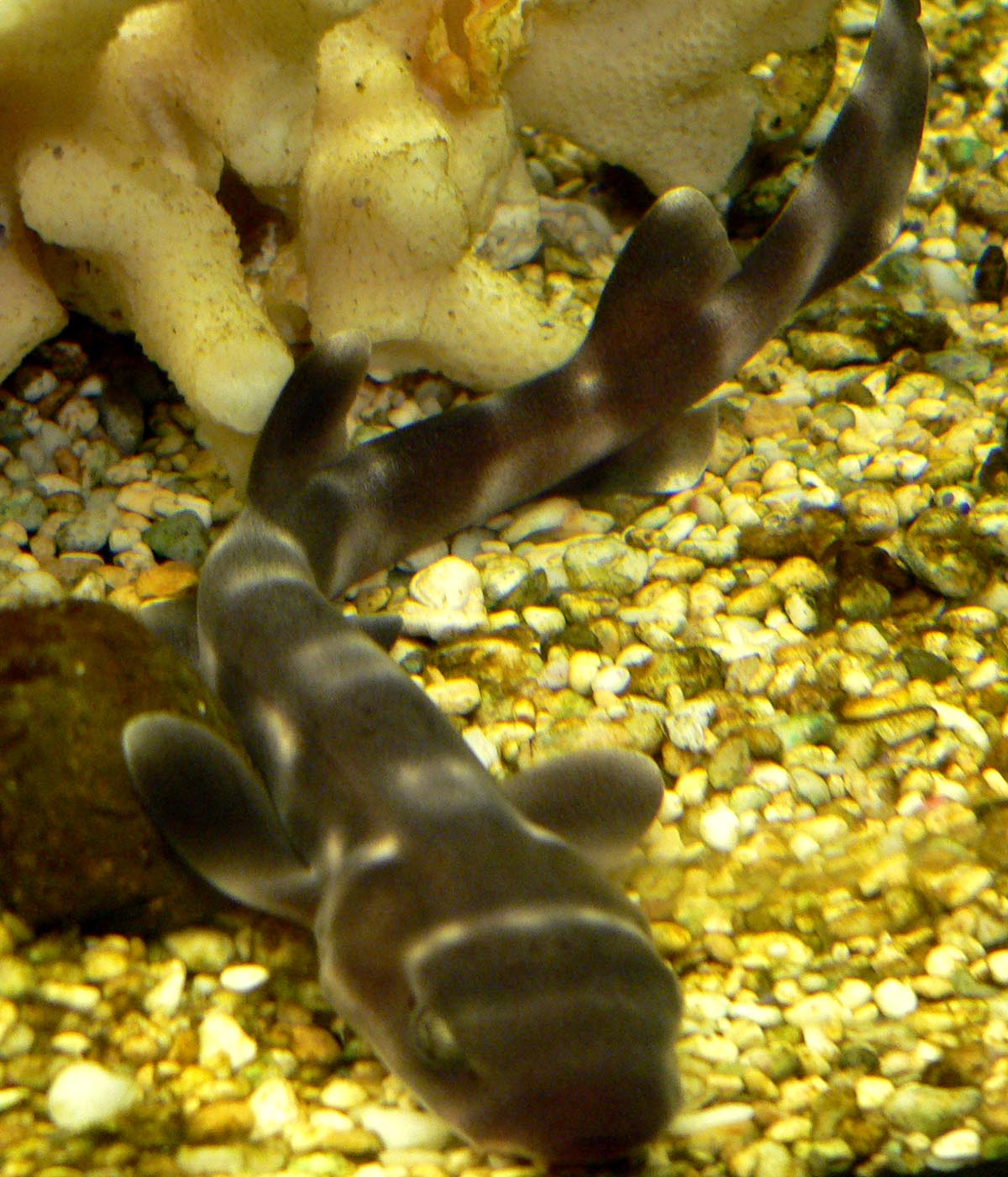
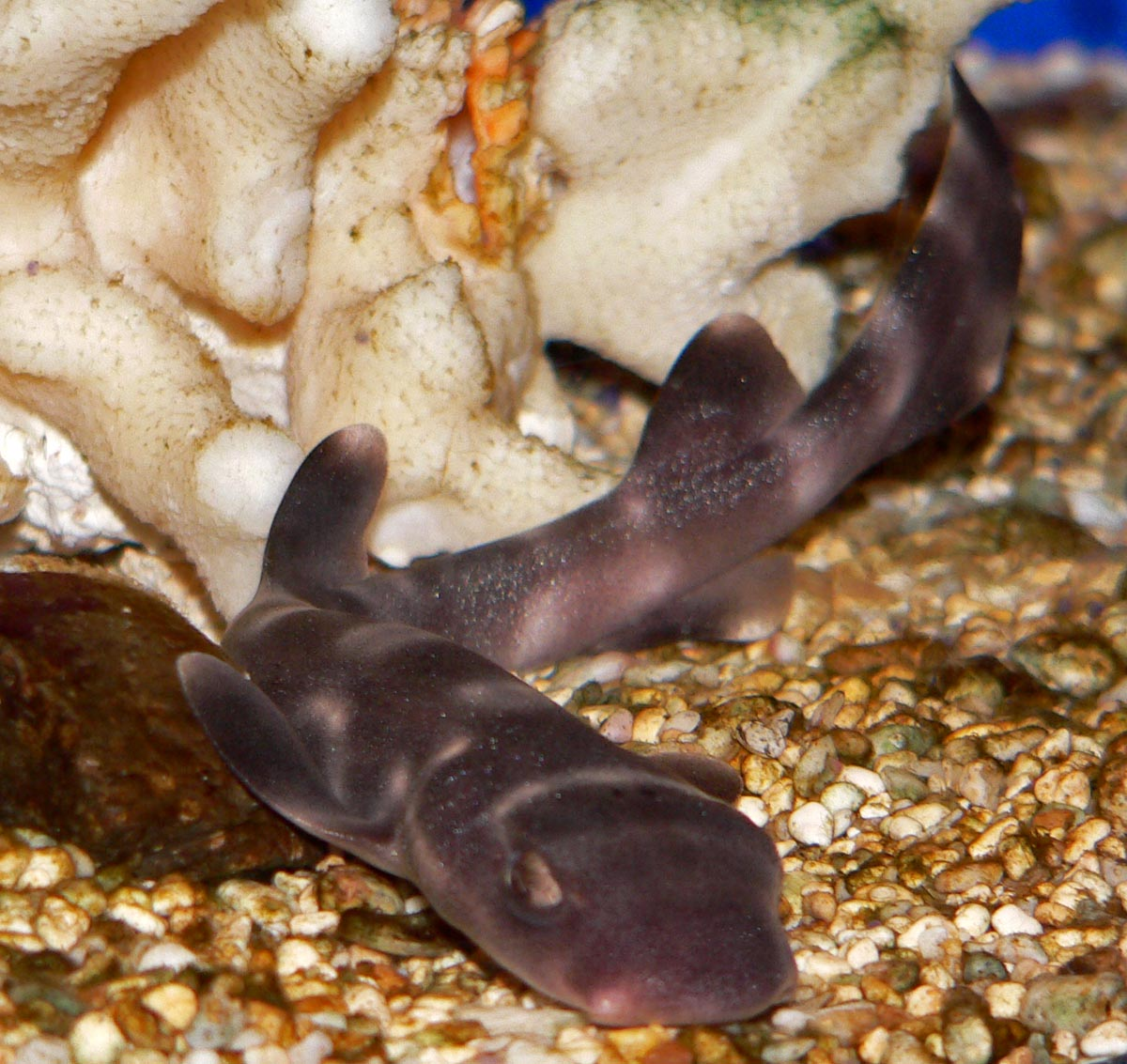
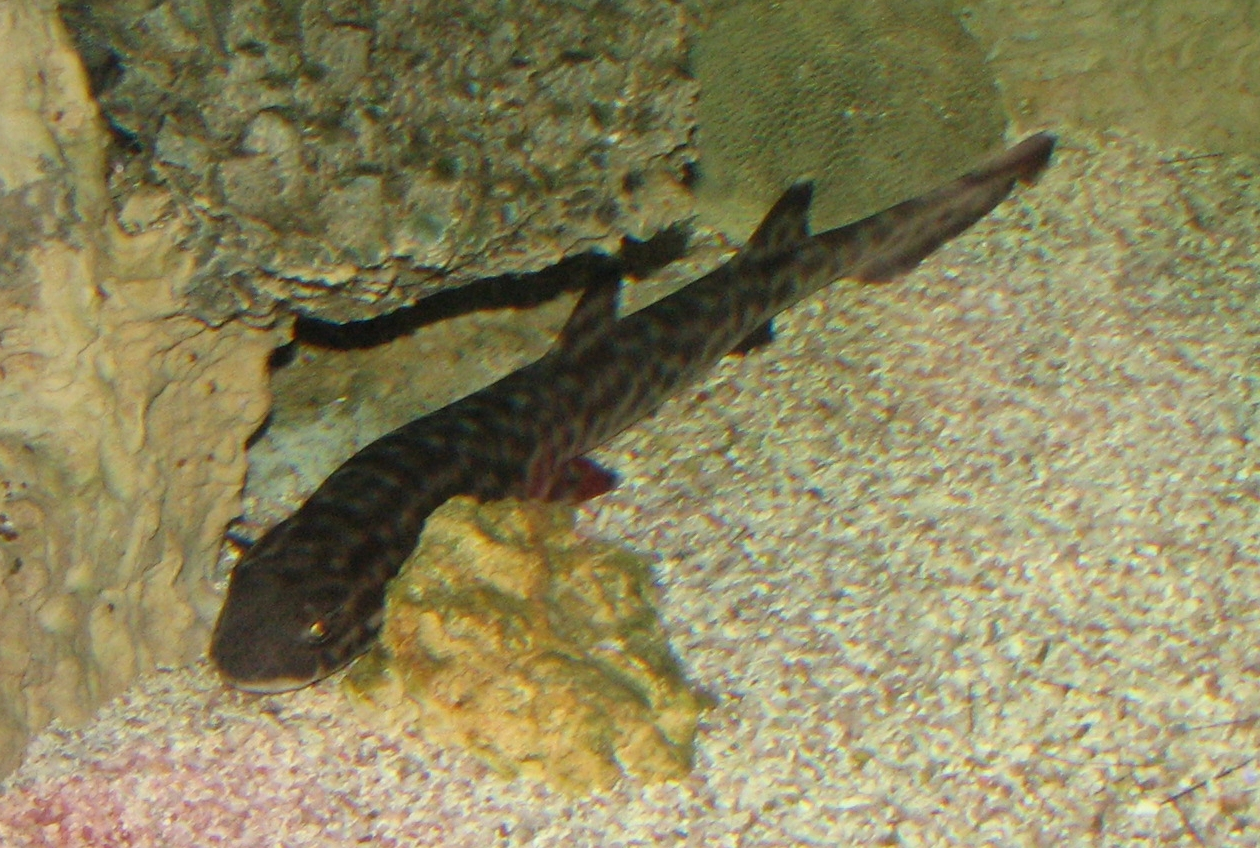
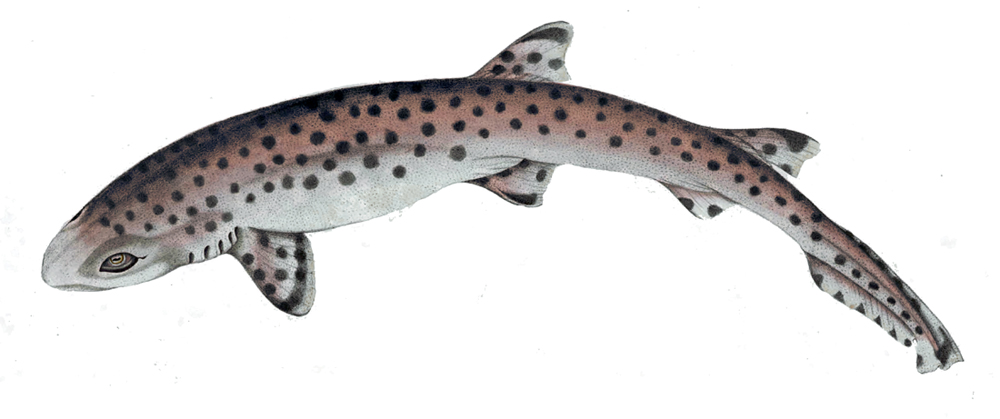
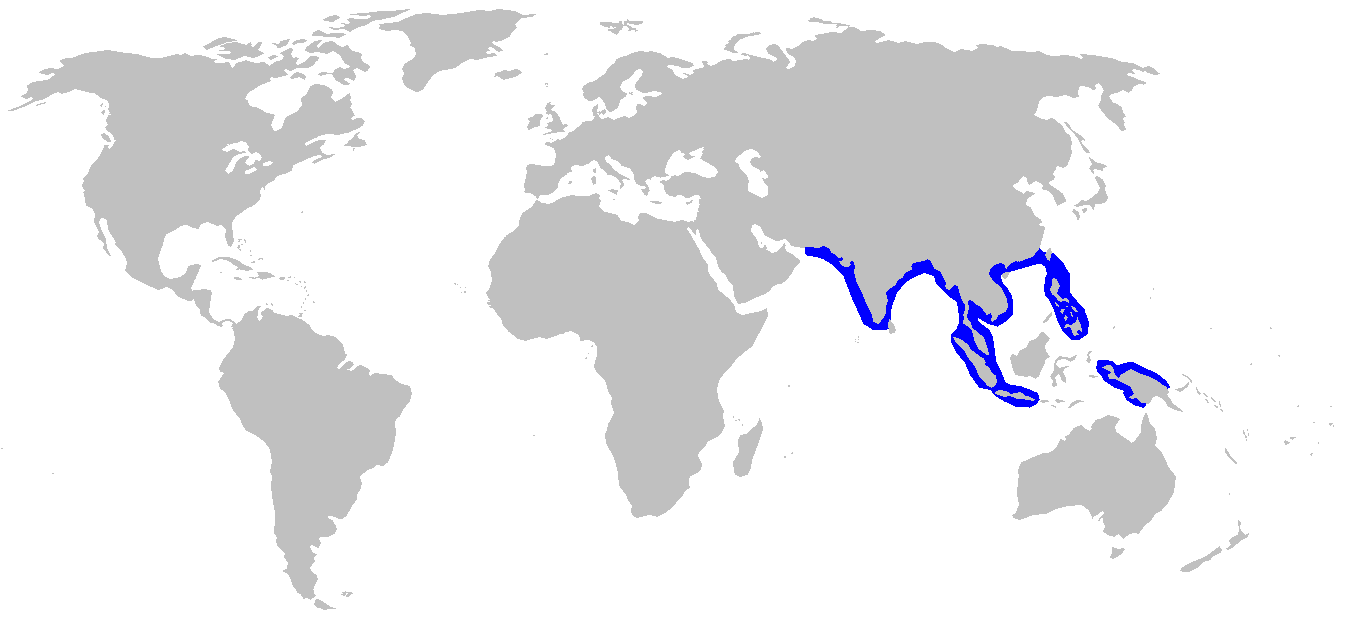
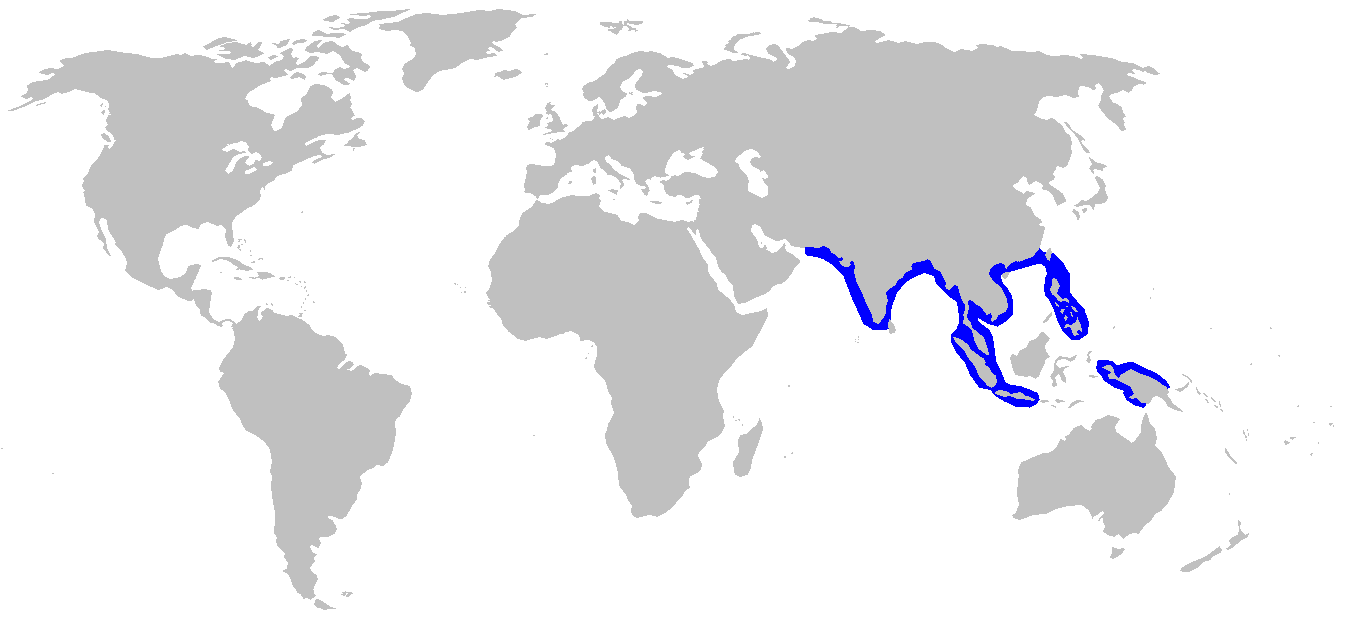